# Hałasie
Hałasie (ukr. Галасі, Hałasi) – wieś na Ukrainie, w obwodzie lwowskim, w rejonie lwowskim (wcześniej w rejonie żółkiewskim). W 2001 roku liczyła 49 mieszkańców. Do 1940 roku przysiółek Zameczka.

## Historia
Pod koniec XIX w. przysiółek wsi Zameczek w powiecie żółkiewskim.